# Andalas
Andalas is een bestuurslaag in het regentschap Padang van de provincie West-Sumatra, Indonesië. Andalas telt 10.616 inwoners (volkstelling 2010).